# Drogoth de Drakenheer
Drogoth de Drakenheer (Engels: Drogoth the Dragon Lord) is een personage uit het spel The Lord of the Rings: The Battle for Middle-earth II.
Drogoth komt niet uit de boeken van J.R.R. Tolkien of zijn zoon. Hij is dus verzonnen door EA Games.
Deze draak komt uit de streek Verdorde Heide in de Grijze Bergen in het Noorden van Midden-aarde. Hier vonden de Mond van Sauron, Khamûl en 2 andere Nazgûl hem ook. Hij bezette de Blauwe Bergen voor Sauron in ruil voor een dwergenring.
Zijn titel Drakenheer heeft hij te danken aan dat hij op de draken (bijvoorbeeld Ancalagon de zwarte) van vroeger lijkt.
De elfen en een paar dwergen van de Blauwe Bergen onder leiding Glorfindel en Gloin heroveren de Blauwe Bergen. Na deze veldslag werd de dwergenring weer gewoon terug gevonden. Hij is dus niet een van de vier dwergenringen die door drakenvuur versmolten zijn.
Drogoth vecht tegen zowel de vrije volkeren als tegen de dienaren van Sauron. Gorkil (waar hij een wankel bondgenootschap heeft) is een uitzondering.